# Platylabus imitans
Platylabus imitans är en stekelart som beskrevs av Heinrich 1962. Platylabus imitans ingår i släktet Platylabus och familjen brokparasitsteklar. Inga underarter finns listade i Catalogue of Life.